# Rudolf Mareček
Rudolf Mareček (1888 Nový Hrozenkov–1970 Alma-Ata) byl český esperantista, komunista a zakladatel osidlovacích projektů Interhelpo a Reflektor v Sovětské Kyrgizii.

## Život
Vyučil se stolařem. Poté v mládí cestoval po Evropě za uplatněním a pracovními zkušenostmi. Nakonec se dostal až do Ruska, kde roku 1917 vstoupil do bolševické strany a poté se účastnil občanské války ve střední Asii. Roku 1918 vedl sovětskou diplomatickou misi do Číny. Po skončení občanské války se vrátil do Československa, vstoupil do KSČ a stal se tajemníkem jejího okresního výboru v Martině a odtud organizoval vystěhovaleckou akci v rámci projektů Interhelpo (založeno v květnu 1923 v Žilině) a Reflektor. 

Po odjezdu jeho první skupiny do Střední Asie však zůstal v Československu (s vysvětlením, že mu československé úřady nevydaly vystěhovalecký pas) a organizoval další vystěhovalecké družstvo Reflektor v Saratovské oblasti SSSR. Do Interhelpa přijíždí až roku 1927, kdy také získal sovětské občanství, žil v Saratově, Taškentu a Alma-Atě (dnes Almaty), pořádal horolezecké výstupy a přednášky o vystěhovaleckých komunitách. V Interhelpu trvaleji nepobýval. Byl celoživotním propagátorem umělého jazyka ido. 

Přežil období stalinského teroru, byl sám perzekvován, zůstal však věrný určitému idealismu svého komunistického přesvědčení, o čemž svědčí i fakt, že v 50. letech bylo jeho zálibou zdolávat neznámé vrcholy pohoří Ťan-Šan a pojmenovávat je po československých komunistických osobnostech. V 50. a 60. letech několikrát navštívil Československo a pořádal přednášky pro veřejnost. Zemřel v Alma-Atě.

## Rodina
Jeho vnučka Elvíra se později přestěhovala do Československa.